# Liste der Kulturdenkmale in Geesthacht
In der Liste der Kulturdenkmale in Geesthacht sind alle Kulturdenkmale der schleswig-holsteinischen Gemeinde Geesthacht (Kreis Herzogtum Lauenburg) und ihrer Ortsteile aufgelistet (Stand: 21. Juli 2025).

## Legende
In den Spalten befinden sich folgende Informationen:
- Objekt-ID: die Nummer des Kulturdenkmales
- Lage: die Adresse des Kulturdenkmales und die geographischen Koordinaten. Kartenansicht, um Koordinaten zu setzen. In der Kartenansicht sind Kulturdenkmale ohne Koordinaten mit einem roten Marker dargestellt und können in der Karte gesetzt werden. Kulturdenkmale ohne Bild sind mit einem blauen Marker gekennzeichnet, Kulturdenkmale mit Bild mit einem grünen Marker.
- Offizielle Bezeichnung: Bezeichnung des Kulturdenkmales
- Beschreibung: die Beschreibung des Kulturdenkmales
- Bild: ein Bild des Kulturdenkmales

## Sachgesamtheiten
| Objekt-ID      | Lage | Offizielle Bezeichnung                                  | Beschreibung | Bild                             |
| -------------- | --- | ------------------------------------------------------- | --- | -------------------------------- |
| 36490          | Am Spakenberg 52, Am Spakenberg, Rabenstraße (53° 26′ 12″ N, 10° 23′ 36″ O)                                         | Kirche St. Petri                                        | Kirche St. Petri; 1961–63, Architekten F. Grundmann und H. Sandtmann; historische und städtebauliche Einheit bestehend aus der Kirche St. Petri und der das Gebäude umgebenden Grünfläche - Begründung: geschichtlich, künstlerisch, städtebaulich - Schutzumfang: Kirche St. Petri, Grünfläche | weitere Fotos \| Fotos hochladen |
| 33432          | Bahnstraße 45, 49, 51, Grenzstraße 23-27 (53° 26′ 3″ N, 10° 21′ 53″ O)                                              | Bahnhof Geesthacht                                      | Bahnhof Geesthacht; ab 1906; bestehend aus Bahnhofsempfangsgebäude mit Bahnhofsvorplatz, Bahnsteig und Laderampe, Wasserturm und Beamtenwohnhaus mit Hofgebäude sowie zwei Beamtenwohnhäusern mit Einfriedung - Begründung: geschichtlich, städtebaulich, technisch - Schutzumfang: Bahnhofsempfangsgebäude mit Bahnhofsvorplatz und Bahnsteig, Laderampe (Bahnstraße 45); Beamtenwohnhäuser mit Einfriedung (Bahnstraße 49, 51); Wasserturm und Beamtenwohnhaus mit Hofgebäude (Grenzstraße 23-27) | BW                               |
| 36495          | Berliner Straße (53° 26′ 13″ N, 10° 22′ 35″ O)                                                                      | Alter Friedhof Geesthacht                               | Alter Friedhof Geesthacht; 1879; parkartige Anlage des Alten Friedhofs mit historistischer Friedhofskapelle, Friedhofspforte, Leichenhalle, Nebengebäude und zwei historischen Lindenalleen - Begründung: geschichtlich, städtebaulich - Schutzumfang: Alter Friedhof, Friedhofskapelle, Friedhofspforte, Leichenhalle, Nebengebäude, Lindenalleen | BW                               |
| 34167 Wikidata | Düneberger Straße 70, 70-104 (53° 26′ 15″ N, 10° 21′ 12″ O)                                                         | Norddeutsche Teppichfabrik                              | Norddeutsche Teppichfabrik „Nordpfeil“; 1951–67, Arch. Heinz Graaf, einbezogener Altbaubestand 1916–25; Werksanlage mit zahlreichen Funktionsbauten, zentrale Werkshallen mit gewölbten Sheddächern, rote Klinkerfassaden, Altbauten mit filigranen Eisenbinder-Dächern. - Begründung: geschichtlich, städtebaulich, technisch - Schutzumfang: ehem. Verwaltungsgebäude, ehem. Archiv, ehem. Rohstofflager und Wolferei, ehem. Spinnerei, ehem. Konfektionshalle und Kantine, ehem. Weberei, ehem. Kesselhaus, ehem. Lehrwerkstatt, ehem. Verkaufspavillon, ehem. Garagengebäude; Tor, Mauer mit Schriftzug, Pförtnerhaus, Grünanlage am Haupteingang | BW                               |
| 34048          | Düneberger Straße 81-81a, 83,86 (53° 26′ 21″ N, 10° 21′ 10″ O)                                                      | Wohn- und Werksgebäude Düneberger Straße 81-81a, 83, 86 | Wohn- und Werksgebäude Düneberger Straße 81-81a, 83, 86; 1915-1920; Gruppe von Funktions- und Wohnbauten der ehemaligen Düneberger Pulverfabrik aus der Zeit des 1. Weltkrieges bestehend aus der ehem. Feuer- und Werkschutzwache in Formen des Heimatschutzstils, einem Doppelwohnhaus für leitende Angestellte und einem kleinen ehem. Bürobau in Holzbauweise - Begründung: geschichtlich, städtebaulich, technisch - Schutzumfang: Doppelwohnhaus mit Gartenhaus, Einfriedung (Düneberger Straße 81-81a); ehem. Feuer- und Werkschutzwache (Düneberger Straße 83); ehem. Büro, Holzhaus mit Rückgebäude (Düneberger Straße 86) | BW                               |
| 51054          | Elbstraße 5, 7 (53° 25′ 48″ N, 10° 22′ 12″ O)                                                                       | ehem. Gasthof zur Post                                  | ehem. Gasthof zur Post; letztes Drittel 19. Jh.; historistisch gestaltetes Ensemble bestehend aus dem ehem. Kaiserlichen Postamt und dem ehem. Gasthof zur Post mit vorgelagerter Lindenreihe - Begründung: geschichtlich, städtebaulich - Schutzumfang: ehem. Gasthof zur Post mit Lindenreihe (Elbstraße 7); Wohnhaus/ehem. Kaiserliches Postamt (Elbstraße 5) | BW                               |
| 12523          | Elbuferstraße (53° 25′ 8″ N, 10° 23′ 38″ O)                                                                         | Pumpspeicherwerk Geesthacht                             | Pumpspeicherwerk; 1958, Hamburgische Electricitäts-Werke AG; bestehend aus an einem an der Elbe gelegenen Krafthaus mit Empfangsgebäude, drei am Hang gelegenen Triebwerksrohren und einem Speicherbecken mit Einlaufbauwerk - Begründung: geschichtlich, technisch - Schutzumfang: Krafthaus mit Empfangsgebäude, Speicherbecken mit Einlaufbauwerk, Rohrleitungen | BW                               |
| 51077          | Grenzstraße 14 (53° 26′ 13″ N, 10° 21′ 57″ O)                                                                       | ehem. Gasanstalt                                        | ehem. Gasanstalt; Anfang 20. Jh.; bauliches Ensemble bestehend aus einem Reglergebäude und einem Wohnhaus in schlichter, zeittypischer Formensprache - Begründung: geschichtlich, städtebaulich, technisch - Schutzumfang: Reglergebäude, Wohnhaus | BW                               |
| 34817          | Haferkoppel 16-18, Krümmelstraße 22 (53° 24′ 55″ N, 10° 24′ 20″ O)                                                  | Arbeitersiedlung Haferkoppel                            | Arbeitersiedlung Haferkoppel; 1895-1903; von der Dynamit Nobel AG als Typenhaussiedlung errichtet, bestehend aus einem ehem. Schulhaus und einem Arbeiterwohnhaus mit Stallgebäude - Begründung: geschichtlich, städtebaulich, technisch - Schutzumfang: Arbeiterwohnhaus, Stallgebäude (Haferkoppel 16-18); ehem. Schulhaus (Krümmelstraße 22) | BW                               |
| 28319 Wikidata | Johannes-Ritter-Straße 100, 100g, 100c, 100h, 100b, 100a, 100d, 100e, 100f (53° 25′ 38″ N, 10° 23′ 16″ O)           | Klinik Edmundstal-Siemerswalde                          | Klinik Edmundstal-Siemerswalde; v. a. 1899 u. 1912, Arch. Martin Haller; ehem. „Heilstätte für unbemittelte Tuberkulosekranke“, als Stiftung des Hamburger Kaufmanns und Reeders Edmund Siemers, weitläufige Anlage mit Klinikgebäuden, Arztwohnhäusern und weiteren Wohn- und Funktionsbauten inmitten eines 60 ha großen, bewaldeten Geländes - Begründung: geschichtlich, wissenschaftlich, städtebaulich, technisch - Schutzumfang: Thekla-Haus (Sanatoriumsgebäude), Susannenhaus (Sanatoriumsgebäude), Wasserspeicher mit Aussichtsturm, Badehaus, Kessel- und Maschinenhaus (Pumpenhaus), ehem. Stallgebäude, Pforte (Haupteingang), Edmund-Siemers-Gedenkstein (Johannes-Ritter-Straße 100); 3. Arztwohnhaus (Johannes-RitterStraße 100a), 2. Arztwohnhaus (Johannes-Ritter-Straße 100b), Pförtnerhaus am Susannen-Haus (Johannes-Ritter-Straße 100c), Remise mit Wohnung (Johannes-Ritter-Straße 100d), Wohnhaus Oberin (Johannes-Ritter-Straße 100e), Wohnhaus (Johannes-RitterStraße 100f), Pförtnerhaus am Thekla-Haus (Johannes-Ritter-Straße 100g), 1. Arztwohnhaus (Wohnhaus Dr. Ritter) (Johannes-RitterStraße 100h) | BW                               |
| 36473 Wikidata | Kirchenstieg 1 (53° 25′ 49″ N, 10° 22′ 16″ O)                                                                       | Kirche St. Salvatoris                                   | Kirche St. Salvatoris; 1685; historische und städtebauliche Einheit bestehend aus der Kirche St. Salvatoris, dem Kirchhof mit Feldsteinmauer und Grabmalen sowie dem Pastorat von 1917 - Begründung: geschichtlich, künstlerisch, städtebaulich, Kulturlandschaft prägend - Schutzumfang: Kirche St. Salvatoris mit Ausstattung, Kirchhof, Grabmale bis 1870, Feldsteinmauer, Pastorat | Fotos hochladen                  |
| 29519          | Lichterfelder Straße 5, 15, 17-19, 20a-e, 21, 22, 24, 27-29, 30, Lichterfelder Straße (53° 25′ 59″ N, 10° 21′ 6″ O) | Verwaltung ehem. Pulverfabrik                           | Verwaltung ehem. Pulverfabrik; ab 1877; historische und städtebauliche Einheit baulicher Anlagen im administrativen Kernbereich der ab 1877 errichteten Pulverfabrik Düneberg - Begründung: geschichtlich, künstlerisch, städtebaulich - Schutzumfang: ehem. Verwaltungsgebäude, Denkmal Carl Duttenhofer (Lichterfelder Straße 27-29); Wohnhäuser (Lichterfelder Straße 17-19, 20a-e, 21); Beamtenwohnhäuser (Lichterfelder Straße 24, 30); Remise, Autogarage mit Öllager (Lichterfelder Straße 5); ehem. Pförtnerhaus (Lichterfelder Straße 15); Wohnhaus und Remise (Lichterfelder Straße 22); Pflasterstraße (Lichterfelder Straße) | BW                               |
| 36492          | Neuer Krug 4, Neuer Krug (53° 26′ 25″ N, 10° 21′ 38″ O)                                                             | Christuskirche Geesthacht                               | Christuskirche Geesthacht; 1956–57; historische und städtebauliche Einheit bestehend aus dem Kirchengebäude mit umgebender Grünfläche, der ehem. Konsumanstalt und dem Gemeindehaus - Begründung: geschichtlich, künstlerisch, städtebaulich - Schutzumfang: Christuskirche, Grünfläche | BW                               |
| 46598          | Nobelplatz 4, 7, 21, Kronsberg 1, 5, 9, Krümmelstraße 2 (53° 24′ 46″ N, 10° 24′ 21″ O)                              | Verwaltung Dynamit-Nobel                                | Verwaltung Dynamit-Nobel; ab 1880; Ensemble bestehend aus ehem. Verwaltungsgebäude, drei Beamtenwohnhäusern, Direktorenvilla, Bronzebüste „Dr. Gustav Aufschläger“ und Garagengebäude - Begründung: geschichtlich, künstlerisch, städtebaulich - Schutzumfang: Verwaltungsgebäude Dynamit-Nobel (Nobelplatz 12), Direktorenvilla mit Böschungsmauer (Kronsberg 9), Garagengebäude (Nobelplatz 4), Bronzebüste „Dr. Gustav Aufschläger“ (Krümmelstraße 2), Beamtenwohnhäuser (Kronsberg 1, 5, Nobelplatz 7) | BW                               |
| 36479          | Steinstraße 45, 53-55 (53° 25′ 52″ N, 10° 21′ 37″ O)                                                                | Bauunternehmen Hackmack                                 | Bauunternehmen Hackmack; 1947; bestehend aus einem Wohnhaus sowie einem Wohn- und Wirtschaftsgebäude auf dem ehemaligen Firmengelände des Bauunternehmens Emil Hackmack - Begründung: geschichtlich, städtebaulich - Schutzumfang: Wohn- und Wirtschaftsgebäude (Steinstraße 53-55), Wohnhaus (Steinstraße 45) | BW                               |

## Mehrheit von baulichen Anlagen
| Objekt-ID      | Lage | Offizielle Bezeichnung                         | Beschreibung | Bild |
| -------------- | --- | ---------------------------------------------- | --- | ---- |
| 33263 Wikidata | Heidestraße 1, 1-3, 2, 2-4, 3, 4, 5, 7, Hugo-Otto-Zimmer-Straße 11, 11-13, 13 (53° 26′ 37″ N, 10° 22′ 10″ O) | Siedlung Heidestraße / Hugo-Otto-Zimmer-Straße | Siedlung Heidestr. 1-5, 7 / Hugo-Otto-Zimmer-Str. 11-13; 1920er Jahre; 8 Vierfachwohnhäuser je mit gemeinsamem Wirtschaftsgebäude und -garten, leicht variierte eingeschossige Typenhäuser in Backstein mit ausgebauten Kurzwalm- bzw. Satteldächern und breiten Gauben. - Begründung: geschichtlich, städtebaulich - Schutzumfang: Mietwohnhäuser mit Hofgebäuden und Außenanlagen Heidestraße 1, 2, 3, 4; Hugo-Otto-Zimmer-Straße 11, 13; Mietwohnhäuser mit Hofgebäuden Heidestraße 5, 7 | BW   |

## Bauliche Anlagen
| Objekt-ID      | Lage                                                        | Offizielle Bezeichnung                        | Beschreibung | Bild            |
| -------------- | ----------------------------------------------------------- | --------------------------------------------- | --- | --------------- |
| 23229 Wikidata | Am Spakenberg 52 (53° 26′ 11″ N, 10° 23′ 36″ O)             | Kirche St. Petri                              | Kirche St. Petri; 1961–63, Architekten Friedhelm Grundmann und Horst Sandtmann; freistehender Baukörper mit weithin sichtbarem Turm, im Inneren Glasarbeiten des Künstlers Carl Heinz Wienert - Begründung: geschichtlich, künstlerisch, städtebaulich - Schutzumfang: gesamtes Objekt - Denkmaltyp: Bauliche Anlage, Sachgesamtheit: Kirche St. Petri | Fotos hochladen |
| 32342          | Bahnstraße 45 (53° 26′ 3″ N, 10° 21′ 54″ O)                 | Bahnhofsempfangsgebäude                       | Bahnhofsempfangsgebäude; 1906; zweigeschossiger Putzbau im Heimatschutzstil unter Walmdach, eingeschossige Seitenflügel mit Zierfachwerk; mit Bahnhofsvorplatz und Bahnsteig sowie Laderampe - Begründung: geschichtlich, städtebaulich - Schutzumfang: Bahnhofsempfangsgebäude, Bahnhofsvorplatz und Bahnsteig, Laderampe - Denkmaltyp: Bauliche Anlage, Sachgesamtheit: Bahnhof Geesthacht | BW              |
| 33315          | Bahnstraße 49 (53° 26′ 1″ N, 10° 21′ 56″ O)                 | Beamtenwohnhaus                               | Beamtenwohnhaus; 1919; zweigeschossiger, backsteinsichtiger Mauerwerksbau unter Walmdach, Gestaltung im Heimatschutzstil, bauliche Einheit mit Nachbarhaus; mit gemauerter Einfriedung - Begründung: geschichtlich, städtebaulich - Schutzumfang: Beamtenwohnhaus, Einfriedung - Denkmaltyp: Bauliche Anlage, Sachgesamtheit: Bahnhof Geesthacht | BW              |
| 33314          | Bahnstraße 51 (53° 26′ 0″ N, 10° 21′ 56″ O)                 | Beamtenwohnhaus                               | Beamtenwohnhaus; um 1919, Architektengemeinschaft Hermann Distel & August Grubitz; im Reformstil gestalteter Mauerwerksbau, bauliche Einheit mit Nachbarhaus; mit gemauerter Einfriedung - Begründung: geschichtlich, städtebaulich - Schutzumfang: Beamtenwohnhaus, Einfriedung - Denkmaltyp: Bauliche Anlage, Sachgesamtheit: Bahnhof Geesthacht | BW              |
| 33296          | Bergedorfer Straße 2 (53° 25′ 49″ N, 10° 22′ 20″ O)         | Wohn- und Wirtschaftsgebäude                  | Wohn- und Wirtschaftsgebäude; Ende 19. Jh.; zweigeschossiger, backsteinsichtiger Mauerwerksbau unter Satteldach, gegliedert in repräsentatives Wohnhaus und funktionalen Wirtschaftsflügel - Begründung: geschichtlich, städtebaulich - Schutzumfang: gesamtes Objekt - Denkmaltyp: Bauliche Anlage | BW              |
| 2963 Wikidata  | Bergedorfer Straße 28 (53° 25′ 58″ N, 10° 22′ 17″ O)        | Krügersches Haus                              | Im Jahr 1676 wurde das niederdeutsche Hallenhaus errichtet. Im 18. Jahrhundert wurde das Gebäude durch zwei Anbauten ergänzt. Alteintragung (Aktualisierung vorgesehen) - Begründung: Alteintragung (Aktualisierung vorgesehen) - Schutzumfang: Alteintragung (Aktualisierung vorgesehen) - Denkmaltyp: Bauliche Anlage | Fotos hochladen |
| 33308          | Bergedorfer Straße 68 (53° 26′ 13″ N, 10° 22′ 6″ O)         | Wohnhaus                                      | Wohnhaus; Ende 1920er/Anfang 1930er Jahre; eingeschossiger Mauerwerksbau unter steilem Walmdach, kubischer Baukörper mit backsteinsichtigen Fassaden und expressionistischer Gestaltung - Begründung: geschichtlich, städtebaulich - Schutzumfang: gesamtes Objekt - Denkmaltyp: Bauliche Anlage | BW              |
| 20908          | Berliner Straße (53° 25′ 51″ N, 10° 23′ 49″ O)              | Friedhofskapelle                              | Friedhofskapelle; 1888; historistischer Backsteinbau mit Satteldach, zeittypischer Backsteingliederung, zweiflügeligem Eingangsportal und filigranen Metallsprossenfenstern - Begründung: geschichtlich, städtebaulich - Schutzumfang: gesamtes Objekt - Denkmaltyp: Bauliche Anlage, Sachgesamtheit: Alter Friedhof Geesthacht | BW              |
| 27668          | Bohnenstraße 2 (53° 26′ 9″ N, 10° 22′ 9″ O)                 | Draegersches Haus                             | Draegersches Haus; 1849 (archivalisch), Umbau 1998; eingeschossiger, breitgelagerter Fachwerkbau im Hallenhaustypus unter Reetdach, westliche Giebelwand später aufgemauert, prominente Ecklage - Begründung: geschichtlich, städtebaulich - Schutzumfang: gesamtes Objekt - Denkmaltyp: Bauliche Anlage | BW              |
| 28303 Wikidata | Buntenskamp 20 – 22 (53° 26′ 5″ N, 10° 22′ 28″ O)           | Abortgebäude                                  | Beschreibung: Alteintragung (Aktualisierung vorgesehen) - Begründung: Alteintragung (Aktualisierung vorgesehen) - Schutzumfang: Alteintragung (Aktualisierung vorgesehen) - Denkmaltyp: Bauliche Anlage | BW              |
| 46600          | Buntenskamp 20 (53° 26′ 3″ N, 10° 22′ 27″ O)                | Grund- und Hauptschule am Buntenskamp         | Alteintragung (Aktualisierung vorgesehen) - Begründung: geschichtlich, künstlerisch, städtebaulich - Schutzumfang: Alteintragung (Aktualisierung vorgesehen) - Denkmaltyp: Bauliche Anlage | BW              |
| 46599          | Buntenskamp 22 (53° 26′ 3″ N, 10° 22′ 29″ O)                | Grund- und Hauptschule am Buntenskamp         | Alteintragung (Aktualisierung vorgesehen) - Begründung: geschichtlich, künstlerisch, städtebaulich - Schutzumfang: Alteintragung (Aktualisierung vorgesehen) - Denkmaltyp: Bauliche Anlage | BW              |
| 34171 Wikidata | Düneberger Straße 70 - 104 (53° 26′ 17″ N, 10° 21′ 26″ O)   | ehem. Archiv                                  | ehem. Archiv; um 1916–25; eingeschossiger Backsteinbau mit ausgebautem Mansardwalmdach mit angeschleppten Standgauben - Begründung: geschichtlich, städtebaulich, technisch - Schutzumfang: gesamtes Objekt - Denkmaltyp: Bauliche Anlage, Sachgesamtheit: Norddeutsche Teppichfabrik | BW              |
| 34173 Wikidata | Düneberger Straße 70-104 (53° 26′ 15″ N, 10° 21′ 15″ O)     | Ehemaliges Rohstofflager und Wolferei         | Ehemaliges Rohstofflager und Wolferei; 1916–25; langgestreckter eingeschossiger Klinkerbau mit flachem Satteldach und hochliegendem Fensterband, Tragwerk genietete Metallbinderkonstruktion - Begründung: geschichtlich, städtebaulich, technisch - Schutzumfang: gesamtes Objekt - Denkmaltyp: Bauliche Anlage, Sachgesamtheit: Norddeutsche Teppichfabrik | BW              |
| 34175 Wikidata | Düneberger Straße 70-104 (53° 26′ 17″ N, 10° 21′ 16″ O)     | Ehemalige Spinnerei                           | Ehemalige Spinnerei; 1964–66, Architekt Heinz Graaf; eingeschossiger Klinkerbau mit zweireihigen freigespannten Sheddächern mit gewölbten Betonbindern, integrierte Halle von 1916–25: Tragwerk genietete Metallbinderkonstruktion - Begründung: geschichtlich, städtebaulich, technisch - Schutzumfang: gesamtes Objekt - Denkmaltyp: Bauliche Anlage, Sachgesamtheit: Norddeutsche Teppichfabrik | BW              |
| 34179 Wikidata | Düneberger Straße 70-104 (53° 26′ 14″ N, 10° 21′ 10″ O)     | Ehemalige Konfektionshalle und Kantine        | Ehemalige Konfektionshalle mit Kantine; Anf. 1960er Jahre, Architekt Heinz Graaf; langgestreckter ein- und zweigeschossiger Beton- bzw. Stahlskelettbau, rote Klinkerverkleidung, im OG Kantine mit Oberlicht - Begründung: geschichtlich, städtebaulich, technisch - Schutzumfang: gesamtes Objekt - Denkmaltyp: Bauliche Anlage, Sachgesamtheit: Norddeutsche Teppichfabrik | BW              |
| 34180 Wikidata | Düneberger Straße 70-104 (53° 26′ 12″ N, 10° 21′ 16″ O)     | Ehemalige Weberei                             | Ehemalige Weberei; um 1964–66, Architekt Heinz Graaf; Klinkerbau mit freigespannten Sheddächern und gewölbten Betonbindern, integrierte Halle von 1916–25 mit Eisenfachwerkbindern - Begründung: geschichtlich, städtebaulich, technisch - Schutzumfang: gesamtes Objekt - Denkmaltyp: Bauliche Anlage, Sachgesamtheit: Norddeutsche Teppichfabrik | BW              |
| 34181 Wikidata | Düneberger Straße 70-104 (53° 26′ 17″ N, 10° 21′ 23″ O)     | Ehemaliges Verwaltungsgebäude                 | Ehemaliges Verwaltungsgebäude; 1916–25; lang gestreckter zweigeschossiger Klinkerbau mit basilikalem Querschnitt und Pultdächern bzw. flachem Satteldach - Begründung: geschichtlich, städtebaulich, technisch - Schutzumfang: gesamtes Objekt - Denkmaltyp: Bauliche Anlage, Sachgesamtheit: Norddeutsche Teppichfabrik | BW              |
| 34184 Wikidata | Düneberger Straße 70-104 (53° 26′ 14″ N, 10° 21′ 21″ O)     | Ehemaliges Kesselhaus                         | Ehemaliges Kesselhaus; 1958, Arch. Heinz Graaf; eingeschossiger Klinkerbau mit Pultdach, Nord- und Ostseite nahezu vollständig verglast, Technik im Innern erhalten, an Südseite runder Schornstein - Begründung: geschichtlich, städtebaulich, technisch - Schutzumfang: gesamtes Objekt - Denkmaltyp: Bauliche Anlage, Sachgesamtheit: Norddeutsche Teppichfabrik | BW              |
| 32360          | Düneberger Straße 81 - 81a (53° 26′ 22″ N, 10° 21′ 11″ O)   | Doppelwohnhaus                                | Doppelwohnhaus; 1915–20; Wohnhaus für leitende Angestellte der Düneberger Pulverfabrik, zweigeschossiger Backsteinbau mit ausgebautem Satteldach, mittelsymmetrische Fassade mit zwei Seitenrisaliten, Gartenhaus mit Pyramidendach, Holzstaketenzaun - Begründung: geschichtlich, städtebaulich - Schutzumfang: Doppelwohnhaus, Gartenhaus, Einfriedung - Denkmaltyp: Bauliche Anlage, Sachgesamtheit: Wohn- und Werksgebäude Düneberger Straße 81-81a, 83, 86                                                                        | BW              |
| 32361          | Düneberger Straße 83 (53° 26′ 20″ N, 10° 21′ 8″ O)          | ehem. Feuer- und Werkschutzwache              | ehem. Feuer- und Werkschutzwache der Düneberger Pulverfabrik; 1915–20; eingeschossiger Backsteinbau mit Walmdach und breitem Zwerchhaus, leicht zurückgesetzter und etwas niedrigerer Garagenflügel - Begründung: geschichtlich, städtebaulich, technisch - Schutzumfang: gesamtes Objekt - Denkmaltyp: Bauliche Anlage, Sachgesamtheit: Wohn- und Werksgebäude Düneberger Straße 81-81a, 83, 86 | BW              |
| 32357          | Düneberger Straße 86 (53° 26′ 20″ N, 10° 21′ 12″ O)         | ehem. Büro, Holzhaus                          | ehem. Büro, Holzhaus; 1916; eingeschossiges Typen-Holzhaus mit Walmdach und Mittel-Eingangsrisalit, Backsteinsockel, Vertikalschalung, Zierbretter mit Sägeornamenten - Begründung: geschichtlich, städtebaulich - Denkmaltyp: Bauliche Anlage, Sachgesamtheit: Wohn- und Werksgebäude Düneberger Straße 81-81a, 83, 86 | BW              |
| 33457          | Elbstraße 7 (53° 25′ 49″ N, 10° 22′ 11″ O)                  | ehem. Gasthof zur Post                        | ehem. Gasthof zur Post; letztes Drittel 19. Jh.; zweigeschossiger, historistischer Backsteinbau mit dreigeschossigem Seitenrisalit unter Satteldach, Saalanbau vom Anfang des 20. Jh.; mit Lindenreihe - Begründung: geschichtlich, städtebaulich - Schutzumfang: ehem. Gasthof zur Post, Lindenreihe - Denkmaltyp: Bauliche Anlage, Sachgesamtheit: ehem. Gasthof zur Post | BW              |
| 10009 Wikidata | Elbuferstraße (53° 24′ 31″ N, 10° 25′ 2″ O)                 | Wasserturm                                    | Alteintragung (Aktualisierung vorgesehen) - Begründung: geschichtlich, wissenschaftlich, künstlerisch, technisch - Schutzumfang: gesamtes Objekt - Denkmaltyp: Bauliche Anlage | Fotos hochladen |
| 46593          | Elbuferstraße 49 (53° 25′ 9″ N, 10° 23′ 38″ O)              | Krafthaus mit Empfangsgebäude                 | Krafthaus mit Empfangsgebäude; 1958, Hamburgische ElectricitätsWerke AG; langgestrecktes Krafthaus aus Beton auf Elbniveau mit drei Turbinen- und Pumpensätzen, kubisches zweigeschossiges Empfangsgebäude als Kopfbau mit Kunst am Bau von Hans Haffenrichter - Begründung: geschichtlich, technisch - Schutzumfang: Krafthaus mit Empfangsgebäude - Denkmaltyp: Bauliche Anlage, Sachgesamtheit: Pumpspeicherwerk Geesthacht | BW              |
| 46594          | Elbuferstraße (53° 25′ 28″ N, 10° 24′ 1″ O)                 | Speicherbecken mit Einlaufbauwerk             | Speicherbecken mit Einlaufbauwerk; 1958, Hamburgische Electricitäts-Werke AG; 3,8 Mio. Kubikmeter Fassungsvermögen, Ringdamm und Einlaufbauwerk aus Beton, über dem Einlaufbauwerk 30t Portalkran - Begründung: geschichtlich, technisch - Schutzumfang: Speicherbecken mit Einlaufbauwerk, - Denkmaltyp: Bauliche Anlage, Sachgesamtheit: Pumpspeicherwerk Geesthacht | BW              |
| 34060          | Fährstieg (53° 25′ 32″ N, 10° 22′ 49″ O)                    | Bronzeplastik „Drachensteiger“                | Bronzeplastik „Drachenflieger“; 1967, Bildhauer Karlheinz Goedtke; überlebensgroße Bronzeplastik auf einer unmittelbar hinter der Stadtgrenze an der Elbuferstraße gelegenen Grünfläche - Begründung: geschichtlich, künstlerisch, städtebaulich - Schutzumfang: gesamtes Objekt - Denkmaltyp: Bauliche Anlage | BW              |
| 34078          | Geesthachter Straße 103 (53° 26′ 55″ N, 10° 21′ 44″ O)      | Wasserturm                                    | Wasserturm; 1917; einziger authentisch erhaltener Bestandteil des ehem. Ledigenheimes der Pulverfabrik Düneberg, Turmbauwerk mit gemauertem Schaft und holzverkleidetem Behältergeschoss - Begründung: geschichtlich, städtebaulich, technisch - Schutzumfang: gesamtes Objekt - Denkmaltyp: Bauliche Anlage | BW              |
| 33878          | Grenzstraße 23 - 27 (53° 26′ 9″ N, 10° 21′ 50″ O)           | Wasserturm und Beamtenwohnhaus                | Wasserturm und Beamtenwohnhaus; 1917; bauliche Einheit bestehend aus funktional gestaltetem Bahnwasserturm und anschließendem Beamtenwohnhaus im Heimatschutzstil; mit Hofgebäude - Begründung: geschichtlich, städtebaulich, technisch - Schutzumfang: Wasserturm und Beamtenwohnhaus, Hofgebäude - Denkmaltyp: Bauliche Anlage, Sachgesamtheit: Bahnhof Geesthacht | BW              |
| 8571           | Hafenstraße 18 (53° 25′ 55″ N, 10° 22′ 25″ O)               | Wohn- und Wirtschaftsgebäude                  | Wohn- und Wirtschaftsgebäude; zwischen 1860-1880, Sanierung 1983/84; eingeschossiger, breitgelagerter Backsteinbau im Hallenhaustypus unter Satteldach mit geschnitzter Giebelzier, Ecklage - Begründung: geschichtlich, städtebaulich - Schutzumfang: gesamtes Objekt - Denkmaltyp: Bauliche Anlage | BW              |
| 34041          | Heuweg 93 - 95 (53° 26′ 18″ N, 10° 20′ 20″ O)               | Beamtenwohnhaus                               | Beamtenwohnhaus; 1915; eingeschossiger Backsteinbau unter Walmdach mit bauzeitlichen Gauben, ehemaliges Wohnhaus für höhere Angestellte der Pulverfabrik Düneberg - Begründung: geschichtlich, städtebaulich - Schutzumfang: Beamtenwohnhaus, Hofgebäude - Denkmaltyp: Bauliche Anlage | BW              |
| 34076          | Höchelsberg 2 a (53° 25′ 55″ N, 10° 23′ 37″ O)              | Ehrenmal für die Gefallenen beider Weltkriege | Ehrenmal für die Opfer der Weltkriege; 1964, Künstler Siegfried Assmann; auf einer Lichtung des Waldfriedhofs situierte überlebensgroße Sandsteinskulptur auf betongefassten Sockelfläche - Begründung: geschichtlich, künstlerisch, städtebaulich - Schutzumfang: gesamtes Objekt - Denkmaltyp: Bauliche Anlage | BW              |
| 34337 Wikidata | Johannes-Ritter-Straße 100 (53° 25′ 25″ N, 10° 23′ 26″ O)   | Thekla-Haus, Sanatoriumsgebäude               | Thekla-Haus, Sanatoriumsgebäude; 1899, Arch. Martin Haller; Kernbau der ehem. Lungenheilanstalt auf H-förmigem Grundriss, zwei zweigeschossige, parallele Baukörper im Schweizerstil mit zentralem Verbindungsbau, die Südfassade mit charakteristischen Liegeterrassen und Turmlaterne, im Innern teilw. bauzeitl. Ausstattung und Raumgliederung erhalten - Begründung: geschichtlich, wissenschaftlich, städtebaulich - Schutzumfang: gesamtes Objekt - Denkmaltyp: Bauliche Anlage, Sachgesamtheit: Klinik Edmundstal-Siemerswalde | BW              |
| 34359 Wikidata | Johannes-Ritter-Straße 100 (53° 25′ 38″ N, 10° 23′ 17″ O)   | Susannenhaus, Sanatoriumsgebäude              | Susannenhaus, Sanatoriumsgebäude; 1912; breit gelagerter ein- bis viergeschossiger Backsteinbau auf verputztem Erd- bzw. Sockelgeschoss mit Mansarddächern, additiv aufgegliederte Südfassade mit Zwerchgiebeln, Türmchen und charakteristischen Liegeterrassen und -balkonen - Begründung: geschichtlich, städtebaulich - Schutzumfang: gesamtes Objekt - Denkmaltyp: Bauliche Anlage, Sachgesamtheit: Klinik Edmundstal-Siemerswalde                                                                                                 | BW              |
| 34363 Wikidata | Johannes-Ritter-Straße 100 h (53° 25′ 22″ N, 10° 23′ 13″ O) | 1. Arztwohnhaus, Wohnhaus Dr. Ritter          | 1. Arztwohnhaus, Wohnhaus Johannes Ritter; 1902, wohl Arch. Martin Haller; zweigeschossiger Putzbau im Schweizerstil auf hohem Sockel mit Satteldach, nach Norden schmaler Eingangsrisalit mit hölzernem Vorbau, Drempel und Giebel holzverschalt - Begründung: geschichtlich, städtebaulich - Schutzumfang: gesamtes Objekt - Denkmaltyp: Bauliche Anlage, Sachgesamtheit: Klinik Edmundstal-Siemerswalde | BW              |
| 34369 Wikidata | Johannes-Ritter-Straße 100 (53° 25′ 32″ N, 10° 23′ 29″ O)   | Wasserspeicher mit Aussichtsturm              | Wasserspeicher mit Aussichtsturm; 1911, 1914; zylindrischer Hochbehälter, gemauert und verputzt, darauf seit 1914 gerüstartiger Stahlgitterturm mit hexagonaler Plattform, außen umlaufende Stahltreppe mit gemauertem Fuß, südlich jüngerer Backsteinanbau als Pumpenraum mit zusätzlichem Tank - Begründung: geschichtlich, städtebaulich, technisch - Schutzumfang: gesamtes Objekt - Denkmaltyp: Bauliche Anlage, Sachgesamtheit: Klinik Edmundstal-Siemerswalde                                                                   | BW              |
| 2964           | Kirchenstieg 1 (53° 25′ 49″ N, 10° 22′ 16″ O)               | Kirche St. Salvatoris mit Ausstattung         | Die Fachwerkkirche wurde 1685 erbaut. Der hölzerne Kirchturm wurde von 1686 bis 1691 errichtet. (Bereits von 1921 bis 1937 als Nr. 5 der Hamburger Denkmalliste geschützt) - Begründung: geschichtlich, künstlerisch, städtebaulich - Schutzumfang: gesamtes Objekt - Denkmaltyp: Bauliche Anlage, Sachgesamtheit: Kirche St. Salvatoris | BW              |
| 33452          | Kirchenstieg 1 (53° 25′ 50″ N, 10° 22′ 15″ O)               | Pastorat                                      | Pastorat; 1915–17; mehrgliedrige Anlage mit Pastorat, Kirchenbüro und Gemeindesaal, überwiegend zweigeschossige Backsteinbauten unter Walmdach in reduzierter neobarocker Formensprache - Begründung: geschichtlich, städtebaulich - Schutzumfang: gesamtes Objekt - Denkmaltyp: Bauliche Anlage, Sachgesamtheit: Kirche St. Salvatoris | BW              |
| 28369          | Kronsberg 9 (53° 24′ 50″ N, 10° 24′ 8″ O)                   | Direktorenvilla                               | Direktorenvilla; 1917, Architektengemeinschaft Hermann Distel & August Grubitz; qualitätvoll gestalteter Klinkerbau unter steilem Walmdach in repräsentativer Hanglage; mit Böschungsmauer - Begründung: geschichtlich, künstlerisch, städtebaulich - Schutzumfang: Direktorenvilla, Böschungsmauer - Denkmaltyp: Bauliche Anlage, Sachgesamtheit: Verwaltung Dynamit-Nobel | BW              |
| 34018          | Krümmelstraße 22 (53° 24′ 55″ N, 10° 24′ 20″ O)             | ehem. Schulhaus                               | ehem. Schulhaus; 1897; eingeschossiger Putzbau mit ausgebautem Drempelgeschoss unter Satteldach, achsensymmetrische Fassadengliederung mit spätklassizistischen Gestaltungselementen - Begründung: geschichtlich, städtebaulich - Schutzumfang: gesamtes Objekt - Denkmaltyp: Bauliche Anlage, Sachgesamtheit: Arbeitersiedlung Haferkoppel | BW              |
| 10457          | Lichterfelder Straße 21 (53° 25′ 56″ N, 10° 20′ 57″ O)      | Wohnhaus                                      | Wohnhaus; im Kern um 1880–85, 1912 umgestaltet; zweigeschossiger, traufständiger Putzbau mit zurückhaltender, aber im Detail qualitätvoller Fassadengestaltung aus der Umbauphase von 1912 - Begründung: geschichtlich, städtebaulich - Schutzumfang: gesamtes Objekt - Denkmaltyp: Bauliche Anlage, Sachgesamtheit: Verwaltung ehem. Pulverfabrik | BW              |
| 4025 Wikidata  | Lichterfelder Straße 27 - 29 (53° 25′ 58″ N, 10° 20′ 53″ O) | Ehem. Verwaltungsgebäude                      | ehem. Verwaltungsgebäude; 1912, Architektengemeinschaft Hermann Distel & Wilhelm F. Rück; repräsentativer Mauerwerksbau mit Anleihen an Jugendstil, Expressionismus und Neobarock - Begründung: geschichtlich, künstlerisch, städtebaulich - Schutzumfang: gesamtes Objekt - Denkmaltyp: Bauliche Anlage, Sachgesamtheit: Verwaltung ehem. Pulverfabrik | Fotos hochladen |
| 33617          | Markt 11 (53° 25′ 50″ N, 10° 22′ 30″ O)                     | ehem. Gasthof „Deutsches Haus“                | ehem. Gasthof „Deutsches Haus“; 1899, Umbau 1990–92; zweigeschossiger, traufständiger Putzbau unter Walmdach mit Kniestock und Schieferdeckung, aufwändige historistische Fassadengestaltung - Begründung: geschichtlich, städtebaulich - Schutzumfang: gesamtes Äußeres - Denkmaltyp: Bauliche Anlage | BW              |
| 33667          | Mühlenstraße 61 (53° 26′ 4″ N, 10° 22′ 9″ O)                | Mehrfamilienwohnhaus                          | Mehrfamilienwohnhaus; Ende 19. Jh.; zweigeschossiger, backsteinsichtiger Mauerwerksbau unter Satteldach, mit ausgewogener, zeittypischer Fassadengliederung, in prominenter Ecklage - Begründung: geschichtlich, städtebaulich - Schutzumfang: gesamtes Äußeres - Denkmaltyp: Bauliche Anlage | BW              |
| 34153          | Neuer Krug 1 (53° 26′ 25″ N, 10° 21′ 30″ O)                 | Beamtenwohnhaus                               | Beamtenwohnhaus; um 1915; kubischer, zweigeschossiger Backsteinbau unter Walmdach mit bauzeitlichen Gauben, ehemaliges Wohnhaus für höhere Angestellte der Pulverfabrik Düneberg - Begründung: geschichtlich, städtebaulich - Schutzumfang: gesamtes Objekt - Denkmaltyp: Bauliche Anlage | BW              |
| 34045          | Neuer Krug 4 (53° 26′ 25″ N, 10° 21′ 38″ O)                 | ehem. Konsumanstalt                           | ehem. Konsumanstalt; 1906–07; zweigeschossiger, traufständiger Backsteinbau mit Drempelgeschoss unter Satteldach, Fassaden mit zeittypischer Putzgliederung, ehemaliger Betsaal im Gebäudeinneren - Begründung: geschichtlich, städtebaulich - Schutzumfang: gesamtes Objekt - Denkmaltyp: Bauliche Anlage, Sachgesamtheit: Christuskirche Geesthacht | BW              |
| 23228          | Neuer Krug (53° 26′ 24″ N, 10° 21′ 35″ O)                   | Christuskirche                                | Christuskirche; 1956–57, Architekt Otto Andersen; charakteristischer Kirchenbau der Nachkriegsmoderne, freistehender Baukörper mit schlankem Glockenturm, Betonglasfenster von Claus Wallner - Begründung: geschichtlich, künstlerisch, städtebaulich - Schutzumfang: gesamtes Objekt - Denkmaltyp: Bauliche Anlage, Sachgesamtheit: Christuskirche Geesthacht | BW              |
| 11275 Wikidata | Nobelplatz 21 (53° 24′ 45″ N, 10° 24′ 23″ O)                | Verwaltungsgebäude Dynamit-Nobel              | Verwaltungsgebäude Dynamit-Nobel; 1922–24, Architektengemeinschaft Hermann Distel & August Grubitz; repräsentativer Klinkerbau mit Backsteinornamentik in expressionistischer Formensprache - Begründung: geschichtlich, künstlerisch, städtebaulich - Schutzumfang: gesamtes Objekt - Denkmaltyp: Bauliche Anlage, Sachgesamtheit: Verwaltung Dynamit-Nobel | Fotos hochladen |
| 34163          | Otto-Hahn-Straße 5 (53° 24′ 38″ N, 10° 25′ 41″ O)           | ehem. Feuerwache                              | ehem. Feuerwache; 1940, Umbau 1953; zweigeschossiger Putzbau mit auskragenden Flachdächern und schlichter, rationaler Gestaltung, ehemaliges Funktionsgebäude der Sprengstofffabrik Krümmel - Begründung: geschichtlich, städtebaulich - Schutzumfang: gesamtes Äußeres - Denkmaltyp: Bauliche Anlage | BW              |
| 29451          | Rathausstraße 8 (53° 25′ 54″ N, 10° 22′ 33″ O)              | Stadt-Apotheke                                | Stadt-Apotheke; 1838; zweigeschossiger, backsteinsichtiger Mauerwerksbau unter traufständigem Walmdach, an der Nordseite eingeschossiger Anbau; mit historischer Buche vor dem Haupteingang - Begründung: geschichtlich, städtebaulich - Schutzumfang: gesamtes Äußeres, Buche - Denkmaltyp: Bauliche Anlage | BW              |
| 33686          | Rathausstraße 32 - 34 (53° 26′ 1″ N, 10° 22′ 35″ O)         | Wohn- und Geschäftshaus                       | Wohn- und Geschäftshaus; um 1910; zweigeschossiger Mauerwerksbau mit schiefergedecktem Berliner Dach, backsteinsichtige Fassaden mit vom Jugendstil beeinflusster Putzornamentik - Begründung: geschichtlich, städtebaulich - Schutzumfang: gesamtes Äußeres - Denkmaltyp: Bauliche Anlage | BW              |
| 23189          | Reynoldstraße 13 (53° 24′ 24″ N, 10° 25′ 8″ O)              | ehem. Werkstatthalle                          | ehem. Werkstatthalle; 1921; sachlich und funktional gestalteter Eisenbetonskelettbau mit Mauerwerksausfachungen und backsteinsichtigen Fassaden; mit Schlingerstand von 1962 - Begründung: geschichtlich, städtebaulich, technisch - Schutzumfang: ehem. Werkstatthalle, Schlingerstand - Denkmaltyp: Bauliche Anlage | BW              |
| 33294          | Silberberg 6 (53° 26′ 34″ N, 10° 22′ 1″ O)                  | Silberbergschule                              | Silberbergschule; 1931–32, Architekt Werner Kallmorgen; zweigeschossiger, aus kubischen Baukörpern spannungsvoll komponierter Klinkerbau im Stil der Neuen Sachlichkeit - Begründung: geschichtlich, künstlerisch, städtebaulich - Schutzumfang: Silberbergschule, Ehrendenkmal - Denkmaltyp: Bauliche Anlage | BW              |
| 34070          | Steinberg (53° 24′ 32″ N, 10° 25′ 59″ O)                    | Ehrenmal                                      | Ehrenmal; 1922; zum Gedenken an die Gefallenen des Ersten Weltkrieges errichtete Sandsteinstele auf runder Freifläche, auf Anhöhe gelegen und von einer geschwungenem Zuwegung erschlossen - Begründung: geschichtlich, künstlerisch, städtebaulich - Schutzumfang: Ehrenmal, Zuwegung und Freifläche - Denkmaltyp: Bauliche Anlage | BW              |
| 34080          | Steinstraße 45 (53° 25′ 54″ N, 10° 21′ 40″ O)               | Wohnhaus                                      | Wohnhaus; Ende der 1940er Jahre; zweigeschossiger Klinkerbau in traditionalistischer Formensprache unter traufständigem Walmdach, bauzeitliche Sprossenfenster mit Werksteinlaibungen - Begründung: geschichtlich, städtebaulich - Schutzumfang: gesamtes Objekt - Denkmaltyp: Bauliche Anlage, Sachgesamtheit: Bauunternehmen Hackmack | BW              |
| 13687          | Steinstraße 53 - 55 (53° 25′ 52″ N, 10° 21′ 37″ O)          | Wohn- und Wirtschaftsgebäude                  | Wohn- und Wirtschaftsgebäude; 1947, Architekt Kurt Publicatus; langgestreckter, traufständiger Backsteinbau im Stil der Heimatschutzarchitektur unter Kurzwalmdach mit Reeteindeckung - Begründung: geschichtlich, städtebaulich - Schutzumfang: gesamtes Objekt - Denkmaltyp: Bauliche Anlage, Sachgesamtheit: Bauunternehmen Hackmack | BW              |
| 33979          | Vorwerk Hasenthal (53° 25′ 54″ N, 10° 25′ 34″ O)            | ehem. Schafstall mit Schäferwohnung           | ehem. Schafstall mit Schäferwohnung; 18. Jh.; langgestreckter, eingeschossiger Feldsteinbau unter Walmdach, im Innern offenes Dreiständerwerk aus Eichenholz mit gezapften Kopfbändern - Begründung: geschichtlich, Kulturlandschaft prägend - Schutzumfang: gesamtes Objekt - Denkmaltyp: Bauliche Anlage | BW              |

## Gründenkmale
| Objekt-ID      | Lage                                           | Offizielle Bezeichnung | Beschreibung | Bild |
| -------------- | ---------------------------------------------- | ---------------------- | --- | ---- |
| 20906          | Berliner Straße (53° 26′ 13″ N, 10° 22′ 36″ O) | Alter Friedhof         | Alter Friedhof; 1879; lang gestreckte, parkartige Anlage mit gut überlieferter Wegeführung, zeittypisch gestalteten baulichen Elementen sowie historischer Vegetation - Begründung: geschichtlich, städtebaulich - Schutzumfang: gesamtes Objekt - Denkmaltyp: Gründenkmal, Sachgesamtheit: Alter Friedhof Geesthacht                                                              | BW   |
| 12331 Wikidata | Kirchenstieg 1 (53° 25′ 50″ N, 10° 22′ 16″ O)  | Kirchhof               | Kirchhof; im Ursprung von 1685; der Kirche St. Salvatoris vorgelagerte Grünfläche mit altem Baubestand und einzelnen, locker verteilten historischen Grabsteinen, von Feldsteinmauer eingefasst - Begründung: geschichtlich, Kulturlandschaft prägend - Schutzumfang: Kirchhof, Grabmale bis 1870, Feldsteinmauer - Denkmaltyp: Gründenkmal, Sachgesamtheit: Kirche St. Salvatoris | BW   |

## Bewegliche Kulturdenkmale
| Objekt-ID      | Lage | Offizielle Bezeichnung              | Beschreibung | Bild            |
| -------------- | ---- | ----------------------------------- | --- | --------------- |
| 12843 Wikidata | ()   | Fuhrpark der Geesthachter Eisenbahn | Die Arbeitsgemeinschaft Geesthachter Eisenbahn unterhält insgesamt sechs Lokomotiven und 20 Waggons. Es ist der Fuhrpark der Geesthachter Eisenbahn. - Alteintragung (Aktualisierung vorgesehen) - Begründung: geschichtlich, technisch - Schutzumfang: Güterwagen, Triebwagenbeiwagen, fünf Personenwagen, | Fotos hochladen |

## Quelle
- Liste der Kulturdenkmale in Schleswig-Holstein – Herzogtum Lauenburg (PDF)

- Karte mit allen Koordinaten:
- OSM |
- WikiMap

Albsfelde |
Alt Mölln |
Aumühle |
Bäk |
Bälau |
Basedow |
Basthorst |
Behlendorf |
Berkenthin |
Besenthal |
Bliestorf |
Börnsen |
Borstorf |
Breitenfelde |
Bröthen |
Brunsmark |
Brunstorf |
Büchen |
Buchholz |
Buchhorst |
Dahmker |
Dalldorf |
Dassendorf |
Düchelsdorf |
Duvensee |
Einhaus |
Elmenhorst |
Escheburg |
Fitzen |
Fredeburg |
Fuhlenhagen |
Geesthacht |
Giesensdorf |
Göldenitz |
Göttin |
Grabau |
Grambek |
Grinau |
Groß Boden |
Groß Disnack |
Groß Grönau |
Groß Pampau |
Groß Sarau |
Groß Schenkenberg |
Grove |
Gudow |
Gülzow |
Güster |
Hamfelde |
Hamwarde |
Harmsdorf |
Havekost |
Hohenhorn |
Hollenbek |
Hornbek |
Horst |
Juliusburg |
Kankelau |
Kasseburg |
Kastorf |
Kittlitz |
Klein Pampau |
Klein Zecher |
Klempau |
Klinkrade |
Koberg |
Kollow |
Köthel |
Kröppelshagen-Fahrendorf |
Krukow |
Krummesse |
Krüzen |
Kuddewörde |
Kühsen |
Kulpin |
Labenz |
Langenlehsten |
Lankau |
Lanze |
Lauenburg/Elbe |
Lehmrade |
Linau |
Lüchow |
Lütau |
Mechow |
Möhnsen |
Mölln |
Mühlenrade |
Müssen |
Mustin |
Niendorf a. d. St. |
Niendorf bei Berkenthin |
Nusse |
Panten |
Pogeez |
Poggensee |
Ratzeburg |
Ritzerau |
Römnitz |
Rondeshagen |
Roseburg |
Sahms |
Salem |
Sandesneben |
Schiphorst |
Schmilau |
Schnakenbek |
Schönberg |
Schretstaken |
Schulendorf |
Schürensöhlen |
Schwarzenbek |
Seedorf |
Siebenbäumen |
Siebeneichen |
Sierksrade |
Sirksfelde |
Steinhorst |
Sterley |
Stubben |
Talkau |
Tramm |
Walksfelde |
Wangelau |
Wentorf (Amt Sandesneben) |
Wentorf bei Hamburg |
Wiershop |
Witzeeze |
Wohltorf |
Woltersdorf |
Worth |
Ziethen